# Craigmalloch
Craigmalloch est un village situé dans l’East Ayrshire, en Écosse.